# Стафорд (Орегон)
Стафорд (енгл. Stafford) насељено је место без административног статуса у америчкој савезној држави Орегон.

## Демографија
По попису из 2010. године број становника је 1.577.
| Група             | 2000.    | 2010.         |
| Белци             | 0 (0,0%) | 1.436 (91,1%) |
| Афроамериканци    | 0 (0,0%) | 7 (0,4%)      |
| Азијати           | 0 (0,0%) | 31 (2,0%)     |
| Хиспаноамериканци | 0 (0,0%) | 59 (3,7%)     |
| Укупно            | 0        | 1.577         |